# Урок (мультфильм)
«Урок» (арм. Դաս) — советский рисованный фантастический мультфильм, созданный в 1987 году Робертом Саакянцем.

## Творческая группа
- Режиссёр: Роберт Саакянц
- Художники: Р. Саакянц, В. Маилян, А. Быков, С. Галстян, М. Газазян
- Оператор: А. Кюрдиан
- Звукооператор: К. Курдиян
- Монтажёр: Г. Бейлерян

## Сюжет
Будущее. Космический лайнер с Земли прибывает на орбиту неразведанной планеты. С борта корабля высаживается группа охотников, любителей острых ощущений. На поверхности планеты обнаруживается жизнь: животные и растения, являющиеся карикатурами на земные аналоги. Начинается легкомысленное истребление землянами представителей местной фауны и флоры.
Единственная в команде женщина становится свидетелем того, как работают местные законы природы: если одно существо убивает другое, то убивший перерождается в жертву. Причём это правило работает как для агрессивных незваных гостей, так и для самих животных. Женщина пытается предупредить остальную команду, но её не слушают, и большая часть экипажа перерождается в местных существ. Поняв этот закон природы, она решает уже сознательно убить птицу, чтобы стать ей, но после выстрела происходит нечто новое: птица частично возвращает себе вид одного из космонавтов, т. к. первая смерть и превращение уже случились ранее. Теперь он выглядит как человек с карикатурными чертами грифа. Таким образом персонажи узнают, что убивая существа второй раз, можно вернуть команду хотя бы в таком качестве. Не успев предупредить капитана, который превратился в подобие жабы у них на глазах, и желая вернуть его, они превышают необходимую мощность лазера, и из разорванной на части жабы восстанавливается множество маленьких копий прыгающего человека. Женщина, мужчина-птица, клоны капитана-жабы и человек-рыба (который рыбачил, обратился, а затем пережил вторую смерть, задохнувшись на берегу) спасаются с планеты бегством, тогда как другая часть так и остаётся на ней в виде животных и растений. После финальных титров зритель видит, что один из клонов капитана-жабы был забыт, он тщетно машет вослед улетающему кораблю, садится на один из оставленных бластеров и принимает позу скульптуры Мыслителя.

## Факты
- Сюжет перекликается с рассказом Ольги Ларионовой «Где королевская охота» 1977 года. По сюжету, на другой планете была запрещена охота, поскольку животные являлись своеобразными оборотнями и могли изображать самих охотников.
- В титрах авторы и исполнители музыки не указаны. Использованы композиции «Stalakdrama» группы «Yello», «Rockit» Херби Хэнкока, «Nightflight to Venus» группы «Boney M.», «Equinoxe 5» Жан-Мишель Жарра, «Imagine» Джона Леннона.
- В финальной части мультфильма приведено несколько строк из песни Леннона «Imagine» с переводом на армянский или русский язык (в зависимости от языка титров).